# MP3 плейър
MP3-плейър или цифров аудиоплейър е мобилно устройство, което съхранява, организира и възпроизвежда музикални композиции, записани в цифров формат, най-често MP3. Някои мобилни телефони разполагат с технически вграден MP3 плейър. Музиката обикновено се слуша със слушалки.